# Hespellia
Hespellia es un género de bacterias grampositivas de la familia Lachnospiraceae. Fue descrito en el año 2004. Su etimología hace referencia al microbiólogo americano Robert B. Hespell. Son bacterias anaerobias estrictas e inmóviles. Crecen de forma individual, en parejas o en cadenas cortas. Todas las especies se han aislado del estiércol en relación con cerdos. También se ha aislado de humanos y del rumen de ganado.